# 스피크군디
스피크군디(Pectinator spekei)는 군디과에 속하는 설치류의 일종이다. 스피크군디속(Pectinator)의 유일종이다. 지부티와 에리트레아 그리고 소말리아에서 발견된다. 자연 서식지는 아열대 또는 열대 기후 지역의 건조한 관목 지대 및 아열대 또는 열대 기후 지역의 건조 저지대 초원 그리고 바위 지역에서 서식한다.